# Pardosa concolorata
Pardosa concolorata là một loài nhện trong họ Lycosidae.
Loài này thuộc chi Pardosa. Pardosa concolorata được Carl Friedrich Roewer miêu tả năm 1951.